# Israel Olman
Israel Jacques Olman (Amsterdam, 17 augustus 1883 – Den Haag, 8 mei 1968) was een Nederlands componist en dirigent.
Hij was zoon van commissionair en diamantbewerker Jesayas Olman en Raatje Hamel, wonende aan de Sint Antoniesbreestraat. Hijzelf trouwde met jeugdvriendin Mirjam ook wel Marianne Bonn, die in 1937 overlijdt; Olman hertrouwde met de katholieke Maria Lagoute (1907-1975) uit het Franse Buxières-les-Mines. Hij overleed in het Bronovo Ziekenhuis in Den Haag. Het echtpaar ligt begraven op begraafplaats Westduin.
Hij groeide op in een Joods socialistisch gezin waarin aandacht was voor muziek en kunsten. Na privélessen op de viool kreeg hij zijn opleiding aan de Muziekschool der Toonkunst aldaar. Onder zijn docenten bevonden zich H.W. Hofmeester (viool) en Pameyer (piano) op het gebied van directie en Fred. J. Roeske voor compositieleer en koorzang en Bernard Zweers voor compositieleer. Er waren ook pianolessen bij Evert Cornelis. Vanaf 1902 stond hij voor diverse koren en was ook repetitor en violist bij de Nederlandse Opera, maar dat bedrijf ging in 1903 al failliet. Hij had een zangopleiding aan huis in de Watergraafsmeer.
Hoe groot zijn betekenis destijds was blijkt uit de oprichting van een comité voor zijn 25-jarig jubileum, waarin onder meer Floor Wibaut als voorzitter zitting had. Op 28 april 1924 vond er een aubade plaats aan het adres Breedeweg 3 te Watergraafsmeer; op 5 oktober 1924 kwam er een jubileumconcert met de uitvoering van Olmans Sullima. In 1924 kreeg hij voor zijn werk een aubade aan huis, honderden koorzangers waren daarbij aanwezig. Ook werd er een jubileumconcert gegeven in het Concertgebouw, met een herhaling in 1949. Ook in 1959 werd er aandacht aan zijn jubileum gegeven.
Vanwege zijn komaf werd hij naar Kamp Westerbork gedeporteerd. Vanwege zijn gemengde huwelijk met de katholieke Lagoute, een sterilisatie en zijn status als Verdienstjude werd hij in 1943 overgeplaatst naar Barneveld. Vanwege de geboorte van een zoon in december 1943 wordt hij in maart 1944 vrijgelaten. Het gezin ging in Den haag wonen. Tijdens een eerbetoon tijdens de tentoonstelling Componisten in oorlogstijd werd stilgestaan bij zijn leven. Alhoewel hij de oorlog overleefde was zijn muzikale vlam gedoofd. Het gezin van een zoon uit het eerste huwelijk overleefde de oorlog niet. Bovendien ging de muziekwereld een heel andere kant op en Olman had moeite zich daaraan aan te passen
Zijn oeuvre bestaat grotendeels uit (Joods-getinte) koorliederen, afgewisseld met kamermuziek, een symfonie en drie opera’s. Sommige werken vonden hun weg naar uitgeverijen waaronder die van Johann Alsbach. Een aantal te noemen werken:
- koorwerk Sneeuwklokjes op tekst van Petrus Augustus de Génestet, was verplichte werk bij een koorwedstrijd
- een symfonie bracht het tot een uitvoering door het Utrechts Stedelijk Orkest.
- opera De legende is vrijwel niets bekend
- opera Rina (1910) kreeg uitvoeringen in het Rembrandttheater
- opera Tjalar (1912), idem
- twee van zijn liederen, beide met titel Chansons d’amour werden door de Italiaanse tenor Silvano Isalberti uitgevoerd in het Paleis voor Volksvlijt (1906)
- koorwerk Divis Orte Bonis ( een toonzetting van een ode van Horatius voor mannenkoor a capella )
- oratorium Arbeids-Verrijzenis is geschreven voor de Bond van Arbeiders Zangverenigingen[3]
- Symfonie voor de Arbeid, bereikte de concertpodia en radio maar werd getroffen door ban; de tekst zou opruiend zijn, te vooruitstrevend.

Leo Samama zei over hem dat hij vooral componeerde voor zijn  eigen koren, vakbekwaam maar voor wat betreft muziek te behoudend een eenvoudig.
Pauline Micheels publiceerde in 2011 de biografie Israel J. Olman (1883-1968) bij Bekking & Blitz.